# Dolmen del Cortal del Polita
El Dolmen del Cortal del Polita és un monument megalític del terme comunal de Serdinyà, a la comarca del Conflent, de la Catalunya del Nord.
Està situat al sud del terme de Serdinyà, a prop del Cortal del Polita, a uns 950 metres al sud del poble de Joncet, a la zona de Tremonts.